# Новое слово (1893—1897)
Новое слово — ежемесячный литературный, научный и политический журнал; согласно словарю Брокгауза и Ефрона основан в 1895 году И. А. Баталиным, а согласно Литературной энциклопедии в 1893 И. Потаниным.

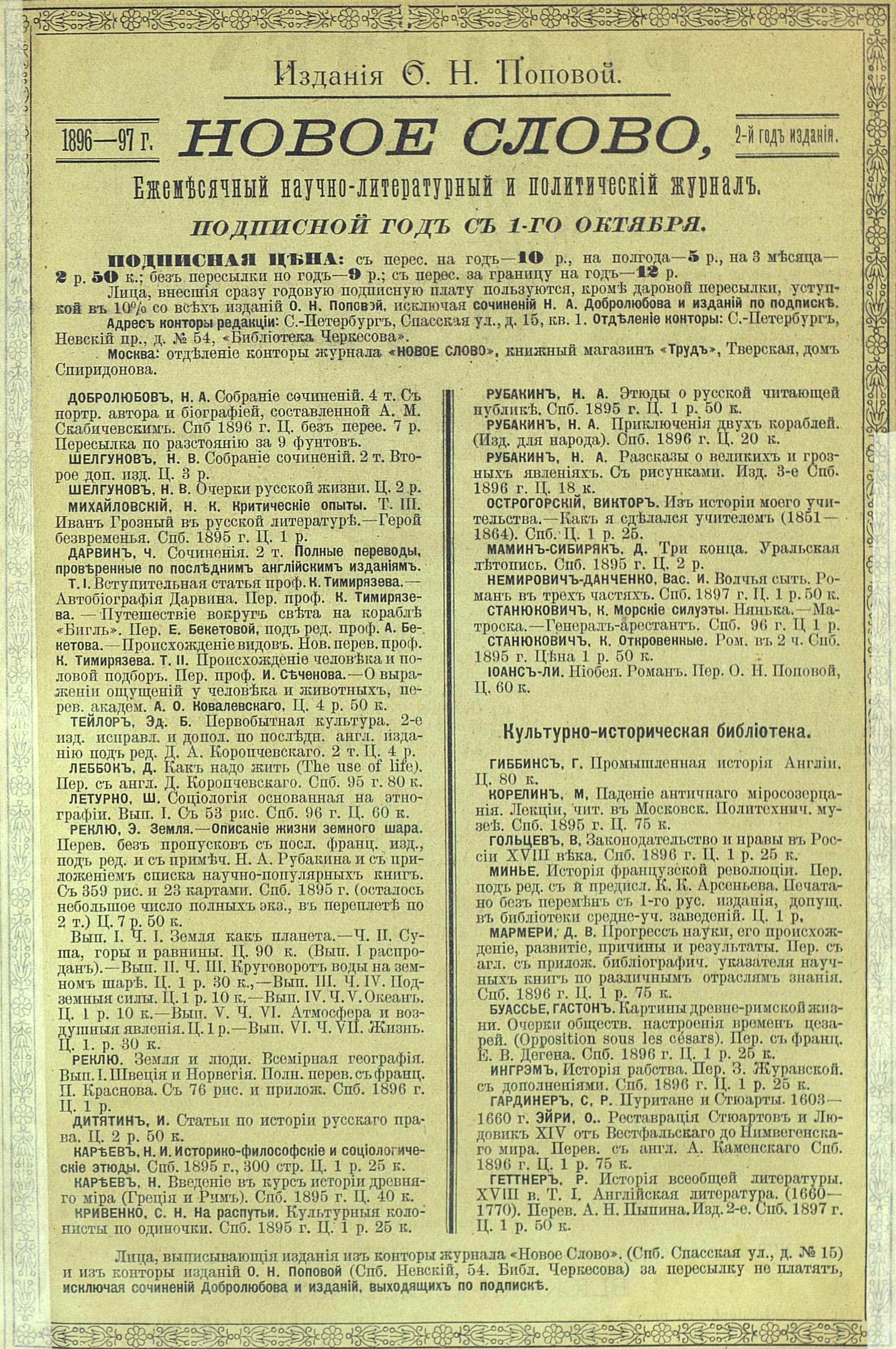
Реклама журнала,
1897 год.

В мае 1895 перешёл к О. Н. Поповой (официальные редакторы — А. А. Слепцов, потом А. Н. Попов). Во главе редакции стал С. Н. Кривенко, и журнал сделался главным органом народничества. Наиболее деятельное участие приняли Я. В. Абрамов, В. В. Воронцов, П. В. Засодимский, Д. Н. Мамин-Сибиряк, В. И. Немирович-Данченко, Л. Е. Оболенский, В. А. Тимирязев, А. Скабичевский, В. Г. Яроцкий и др.
В марте 1897 г., с переходом журнала к М. Н. Семёнову, прежние сотрудники оставили «Новое слово», которое стало органом молодых экономистов. На смену народникам пришли марксисты — Г. В. Плеханов, В. И. Засулич, Ю. О. Мартов, А. М. Калмыкова, П. Б. Струве, В. Я. Богучарский, М. И. Туган-Барановский и др. В журнале было напечатано дополнение Ф. Энгельса к III тому «Капитала» под заголовком «Закон ценности и уровень прибыли». Ленин опубликовал здесь свои работы «К характеристике экономического романтизма. Сисмонди и наши отечественные сисмондисты» и «По поводу одной газетной заметки».
Художественный отдел был представлен такими именами, как М. Горький, В. Вересаев, Е. Чириков и др.
10 декабря 1897 года по решению трех министров и обер-прокурора святейшего синода К. Победоносцева журнал был окончательно запрещен.

## электронные копии выпусков журнала
- 1894, № 1-12 - 1895, кн. 1-9 (янв-сент.)
- 1894, № 1 Hathitrust Harvard
- 1894, № 2 Hathitrust Harvard
- 1894, № 3 Hathitrust Harvard
- 1894, № 4 Hathitrust Harvard
- 1894, № 5 Hathitrust Harvard
- 1894, № 6 Президентская Библиотека России, Hathitrust Harvard
- 1894, № 7/8 Президентская Библиотека России, Hathitrust Harvard
- 1894, № 9 Президентская Библиотека России, Hathitrust Harvard
- 1894, № 10 Президентская Библиотека России, Hathitrust Harvard
- 1894, № 11 Президентская Библиотека России, Hathitrust Harvard
- 1894, № 12 Президентская Библиотека России, Hathitrust Harvard
- 1895, № 1 Президентская Библиотека России
- 1895, № 2
- 1895, № 3/4 Президентская Библиотека России
- 1895, № 5 Президентская Библиотека России
- 1895, № 6 Президентская Библиотека России
- 1895, № 7/8 Президентская Библиотека России
- 1895, № 9

### год 1 - 1895/96, № 1 (октябрь) - № 12 (сентябрь)
- 1895, № 1 (октябрь) Президентская Библиотека России, Hathitrust Harvard
- 1895, № 2 (ноябрь) Президентская Библиотека России, Hathitrust Harvard
- 1895, № 3 (декабрь) Президентская Библиотека России, Hathitrust Harvard (3+4)
- 1896, № 4 (январь) Президентская Библиотека России, Hathitrust Harvard (3+4)
- 1896, № 5 (февраль) Президентская Библиотека России, Hathitrust Harvard
- 1896, № 6 (март) Президентская Библиотека России, Hathitrust Harvard
- 1896, № 7 (апрель) Президентская Библиотека России, Hathitrust Harvard (7+8)
- 1896, № 8 (май) Президентская Библиотека России, Hathitrust Harvard (7+8)
- 1896, № 9 (июнь) Президентская Библиотека России, Hathitrust Harvard (9+10)
- 1896, № 10 (июль) Президентская Библиотека России, Hathitrust Harvard (9+10)
- 1896, № 11 (август) Президентская Библиотека России, Hathitrust Harvard (11+12)
- 1896, № 12 (сентябрь) Президентская Библиотека России, Hathitrust Harvard (11+12)

### год 2 - 1896/97, кн. 1 (октябрь) - кн. 8 (май)
- 1896, кн. 1 (октябрь) Президентская Библиотека России, Hathitrust Harvard (1+2)
- 1896, кн. 2 (ноябрь) Президентская Библиотека России, Hathitrust Harvard (1+2)
- 1896, кн. 3 (декабрь) Президентская Библиотека России, Hathitrust Harvard
- 1897, кн. 4 (январь) Президентская Библиотека России, Hathitrust Harvard
- 1897, кн. 5 (февраль) Президентская Библиотека России, Hathitrust Harvard
- 1897, кн. 6 (март) Hathitrust Harvard, Hathitrust Indiana
- 1897, кн. 7 (апрель) Президентская Библиотека России, Hathitrust Harvard, Hathitrust Indiana
- 1897, кн. 8 (май) Президентская Библиотека России, Hathitrust Harvard, Hathitrust Indiana
- 1897, кн. 9 (июнь) Hathitrust Harvard, Hathitrust Indiana
- 1897, № 10 (июль) Hathitrust Harvard, Hathitrust Indiana
- 1897, № 11 (август) Hathitrust Harvard, Hathitrust Indiana
- 1897, № 12 (сентябрь) Hathitrust Harvard, Hathitrust Indiana

### год 3 - 1897/98, кн. 1 (октябрь) - кн. 2 (ноябрь)
- 1897, кн. 1 (октябрь) Hathitrust Harvard, Hathitrust Indiana
- 1897, кн. 2 (ноябрь) Hathitrust Harvard, Hathitrust Indiana